# Joel Hastings Metcalf
Joel Hastings Metcalf (Meadville, Pennsylvania, 1866. január 4. – Portland, Maine, 1925. február 23.) amerikai csillagász.

## Élete
1892-ben diplomázott a Harvard hittudományi karán. Később unitárius lelkészként szolgált több amerikai városban.
Csillagászként két üstököst fedezett fel, melyek a 23P/Brorsen-Metcalf és a 97P/Metcalf-Brewington nevet viselik. Ezenkívül negyvenegy kisbolygó felfedezése is az ő nevéhez köthető.

## Általa felfedezett kisbolygók
| Név              | Felfedezés dátuma    |
| ---------------- | -------------------- |
| 525 Adelaide     | 1908. október 21.    |
| 581 Tauntonia    | 1905. december 24.   |
| 599 Luisa        | 1906. április 25.    |
| 600 Musa         | 1906. Június 14.     |
| 602 Marianna     | 1906. február 16.    |
| 603 Timandra     | 1906. február 16.    |
| 604 Tekmessa     | 1906. február 16.    |
| 611 Valeria      | 1906. szeptember 24. |
| 620 Drakonia     | 1906. október 26.    |
| 622 Esther       | 1906. november 13.   |
| 636 Erika        | 1907. február 8.     |
| 637 Chrysothemis | 1907. március 11.    |
| 638 Moira        | 1907. május 5.       |
| 645 Agrippina    | 1907. szeptember 13. |
| 653 Berenike     | 1907. november 27.   |
| 655 Briseïs      | 1907. november 4.    |
| 660 Crescentia   | 1908. január 8.      |
| 661 Cloelia      | 1908. február 22.    |
| 662 Newtonia     | 1908. március 30.    |
| 673 Edda         | 1908. szeptember 20. |
| 675 Ludmilla     | 1908. augusztus 30.  |
| 690 Wratislavia  | 1908. október 16.    |
| 691 Lehigh       | 1909. december 11.   |
| 694 Ekard        | 1909. november 7.    |
| 695 Bella        | 1909. november 7.    |
| 696 Leonora      | 1910. január 10.     |
| 726 Joëlla       | 1911. november 22.   |
| 729 Watsonia     | 1912. február 9.     |
| 736 Harvard      | 1912. november 16.   |
| 737 Arequipa     | 1912. december 7.    |
| 739 Mandeville   | 1913. február 7.     |
| 740 Cantabia     | 1913. február 10.    |
| 741 Botolphia    | 1913. február 10.    |
| 747 Winchester   | 1913. március 7.     |
| 755 Quintilla    | 1908. április 6.     |
| 756 Lilliana     | 1908. április 26.    |
| 757 Portlandia   | 1908. szeptember 30. |
| 767 Bondia       | 1913. szeptember 23. |
| 784 Pickeringia  | 1914. március 20.    |
| 792 Metcalfia    | 1907. március 20.    |
| 1345 Potomac     | 1908. február 4.     |

## Fordítás
- Ez a szócikk részben vagy egészben  a   Joel Hastings Metcalf című angol Wikipédia-szócikk fordításán alapul.  Az eredeti cikk szerkesztőit annak laptörténete sorolja fel. Ez a jelzés csupán a megfogalmazás eredetét és a szerzői jogokat jelzi, nem szolgál a cikkben szereplő információk forrásmegjelöléseként.